# Аэрофон (изобретение Эдисона)
Аэрофон — одно из многих изобретений Томаса Эдисона, предназначенное для передачи звуков человеческого голоса на значительное расстояние.
В конце XIX — начале XX века на страницах «Энциклопедического словаря Брокгауза и Ефрона» была размещена информация о том, что «так называют в Америке паровой орган», который был разработан великим американским изобретателем Томасом Эдисоном. В «ЭСБЕ» говорится, что «Эдисон назвал Аэрофоном свой прибор, который должен был посредством соединения телефона и фонографа с органной трубой или дудкой сделать человеческий голос слышным на большие расстояния (от 5 до 9 км)». Авторы словаря выражали уверенность, что «Если прибор оправдает надежды, то он будет крайне пригодным, как сигнальный аппарат на железных дорогах и на пароходах». Однако, прогноз авторов «ЭСБЕ» так и не сбылся, аэрофон Эдисона оказался неудачным изобретением и был забыт ещё при жизни автора. Массово использоваться стали совсем другие конструкции (см. громкоговоритель и мегафон).
В настоящее время под словом «аэрофон», как правило, подразумевается группа не имеющих струн или мембран музыкальных инструментов, в которых источником звука является вибрация воздуха (флейта, кларнет, гобой, саксофон и др.).